# Kobbungens naturreservat
Kobbungens naturreservat är ett naturreservat i Strömstads kommun i Västra Götalands län.
Området är naturskyddat sedan 2014 och är 28 hektar stort. Reservatet omfattar en höjd utmed en udde i Vänern vid norr om viken Kobbungen och även inåt landet med en bäck i söder. Reservatet består av hällmarkstallskog och blandskog vid bäcken.